# Auksanografia
Auksanografia – dział mikrobiologii badający wpływ różnych warunków środowiska na wzrost i rozwój bakterii przy użyciu auksanogramów. Wprowadzona przez Beyerincka.
Test taki polega na dodaniu do stygnącej pożywki Sabourauda zawiesiny badanego grzyba. Po zastygnięciu pożywki sypie się na powierzchnię podłoża różne węglowodany lub związki azotowe. W miejscu asymilacji następuje szybszy rozrost grzyba, co powoduje mętnienie pożywki dokoła związku.